# Vincenzo Romeo
Vincenzo Romeo (Taurianova, 26 novembre 1878 – Roma, 11 novembre 1942) è stato uno scultore italiano.

## Biografia
Compì senza guida alcuna i primi esperimenti nell'arte scultorea e in seguito riuscì a Roma a seguire studi accademici divenendo allievo di Giulio Monteverde e Ettore Ximenes.
Nel 1899 veniva premiato nell'Esposizione Regionale di Monteleone (attuale Vibo Valentia).
Nella capitale espose alle "Annuali".
Nel 1906 eseguì ad Ivrea il monumento sepolcrale della famiglia "Demaria-Baratti" ed alcuni busti. 
Alla Esposizione Canavese propose il busto in gesso di Giuseppe Giacosa e la testa di bronzo Al sole.
A Roma lavorò negli anni a seguire in stretto contatto con l'architetto Armando Brasini, per il quale, fra l'altro eseguì in sito i gruppi sovrastanti l'ingresso al Bioparco e in Viale Fiorello La Guardia scolpì in pietra i leoni in stile egizio con grande perizia e gusto artistico. Inoltre per l'architetto Marcello Piacentini eseguì altre importanti composizioni accattivandosene la stima.

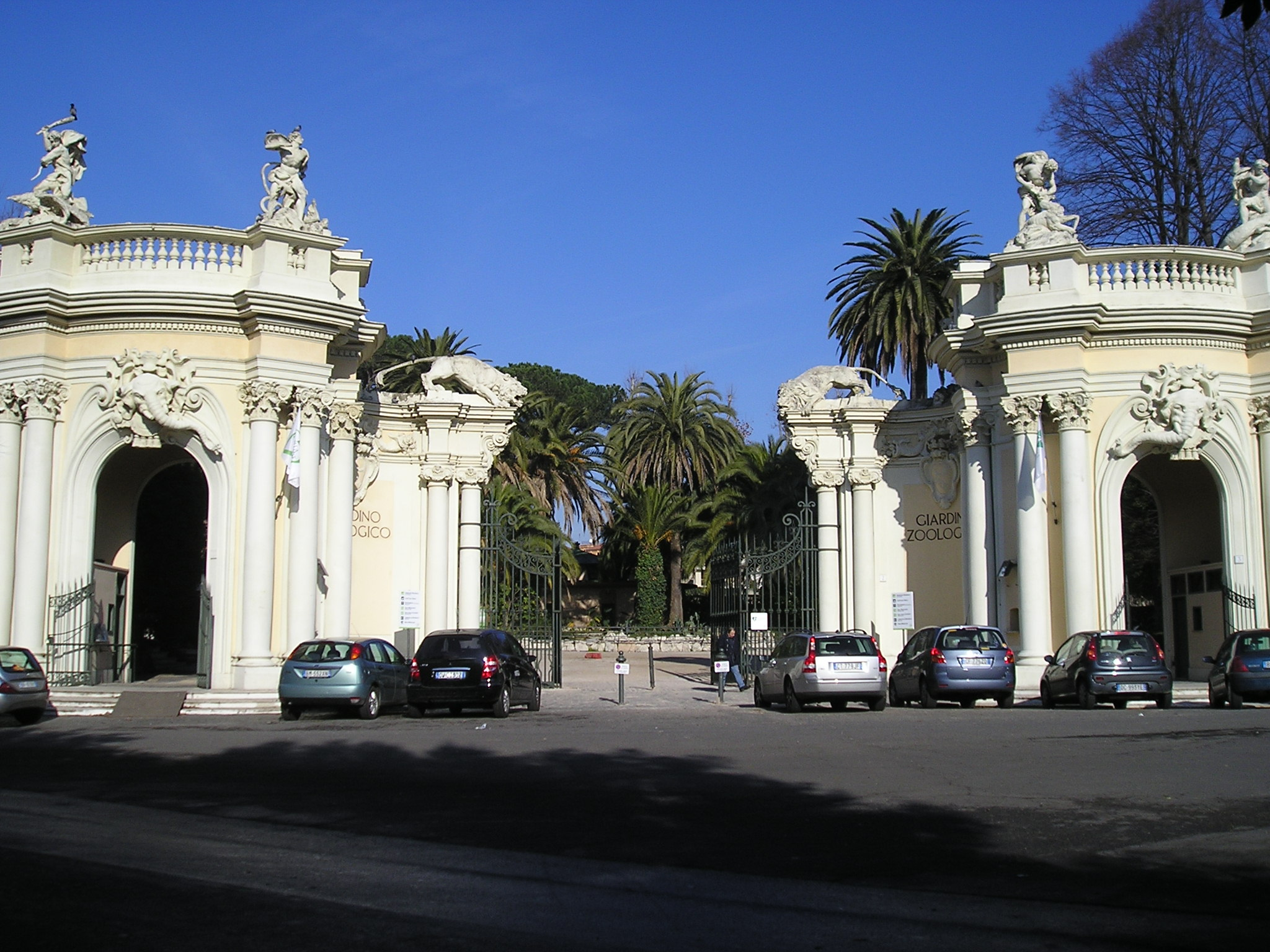
Roma - Ingresso Bioparco - Sculture: gruppi e i leoni

Partecipò al concorso per un particolare dell'Altare della Patria col bozzetto raffigurante la Libertà suscitando all'epoca grande scalpore nella stampa della capitale.
Tornato per alcuni anni a Radicena, accolse nel suo studio il giovinetto Alessandro Monteleone e ne previde il radioso avvenire.
Numerose sono le opere nel suo paese natale. Fu molto stimato e ricercato a livello locale con commissioni di ogni genere. In qualità di conoscitore d'arte, fu interpellato dall'arciprete Francesco Maria De Luca, parroco della chiesa dei Santi Pietro e Paolo a Jatrinoli, per avere opinioni al riguardo l'antichissima statua in marmo raffigurante la Madonna col Bambino presente nella facciata principale. In seguito gli furono affidati i lavori per l'altare della chiesa sopracitata.
Negli anni successivi alla prima guerra mondiale, scolpì i monumenti ai Caduti in bronzo di Radicena, Fabrizia e Biancavilla. Attualmente il monumento ai Caduti di Radicena è probabilmente la sua opera più conosciuta presente nel paese di origine, essendo sita in Piazza Italia, luogo centrale di Taurianova.  Nel 1920 partecipò alla "Biennale" di Reggio Calabria con una Testa in bronzo e una figurina, mentre alla successiva del 1922 ebbe il diploma d'onore per l'opera il Fauno. 
Oltre a ciò a Radicena eseguì due piccoli bassorilievi per il fregio dell'altare del Sacro Cuore nella chiesa della Madonna della Montagna ispirati fortemente a Luca Della Robbia. Sempre a Taurianova nel 1936, per commissione ad opera della chiesa di San Giuseppe, modellò in stucco otto rilievi raffiguranti la vita del Santo. Per di più per il Calvario eseguì un trittico: una "Pietà", un "Gesù nell'orto degli ulivi" e un "Gesù e Ponzio Pilato".
Disposto a cambiare luoghi e genere della sua arte, emigrò in Egitto, ove realizzò numerose statue e fontane per la residenza di Re Fuad I; inoltre compose in marmo le grandi figure del Nilo e della Agricoltura che adornano l'ingresso al Museo Agricolo del Cairo.

## Stile
Artista versatile capace di uscire fuori dal retaggio provinciale, si dedicò all'arte celebrativa e monumentale molto in voga nel periodo storico vissuto tacciata in generale dalla critica dei primi del Novecento come "arte ufficiale" ed accademica troppo tradizionalista. 
Plastificatore pregevole, prediligeva materiale plasmabile come stucco, argilla, gesso anziché l'utilizzo in larga scala di marmo e pietra anche se opere di questo genere non mancano.

## Curiosità
- In occasione della sua partecipazione all'"Esposizione Canavese", il "Pensiero del Popolo" così si esprimeva: «Fin dall'ingresso della sala, egli s'impone col grandioso busto in gesso di "Giuseppe Giacosa" e mentre si attira l'attenzione con la testa di bronzo "Al sole", si guadagna la simpatia anche con altri lavori minori. La facilità del disegno, la larghezza dei tratti, la spigliatezza e morbidezza della forma fanno del Romeo un artista di considerevole valore».[3]
- Il giornale d'arte "L'illustrazione di Roma" a proposito di alcuni lavori chiamò "gioielli" le opere I ciechi, Olga, Nel pollaio.
- Durante la partecipazione al concorso per un particolare del Vittoriano a Roma col bozzetto raffigurante la Libertà, molti lo indicavano senza dubbio come vincitore; cosicché scoppiarono delle polemiche dal momento in cui la giuria emise il verdetto non conforme all'universale aspettativa.[9]
- Nel 1920 durante la creazione in bronzo del monumento ai caduti di Radicena posto attualmente in Piazza Italia, nel rappresentare le zampe dell'aquila bicipite stramazzante al suolo, simbolo dell'impero asburgico in sfacelo, furono prese a modello le dita incallite di un contadino passante nei pressi dello studio posto nell'attuale Corso Francesco Sofia Alessio dove ora è ubicato il Monastero della Visitazione.[10]

## Opere
- monumento sepolcrale della famiglia "Demaria-Baratti" a Ivrea (1906)
- busto in gesso di "Giuseppe Giacosa"
- testa di bronzo "Al Sole"
- i "gruppi" sovrastanti l'ingresso al Bioparco di Roma
- i "leoni" siti nel Viale Fiorello La Guardia di Roma
- "I ciechi"
- "Olga"
- "Nel pollaio"
- "fregi decorativi" - chiesa Nazionale Argentina in Roma
- i "monumenti ai Caduti" di Radicena (1920), di Fabrizia (inaugurato il 24 maggio 1924) e di Biancavilla
- "Testa di Fauno" (1922)
- "altare" chiesa dei Santi Pietro e Paolo a Jatrinoli
- "bassorilievi" in bronzo fregio dell'altare del Sacro Cuore - chiesa della Madonna della Montagna di Radicena
- Chiesa di San Giuseppe a Taurianova (1936)

facciata sinistra: "lo sposalizio della Vergine", "La Natività", "la presentazione di Gesù al Tempio", "la fuga in Egitto";
facciata destra: "la disputa tra i dottori", "La Sacra Famiglia (al lavoro)", "la morte di San Giuseppe", "l'apoteosi di San Giuseppe";
- Trittico al Calvario (Taurianova)

"Pietà", "Gesù nell'orto degli ulivi", "Gesù e Ponzio Pilato" (esterno del Convento dei Cappuccini)
- "Nilo" Museo dell'Agricoltura al Cairo
- "Agricoltura" Museo dell'Agricoltura al Cairo
- monumento sepolcrale della famiglia "Romeo-Toscano" a Taurianova nel quale lo scultore stesso è sepolto.